# Глечики
«Глечики» (нім. Steingutgeschirr) — один з небагатьох натюрмортів, що створив відомий австрійський художник Еґон Шіле.
У творчості Еґон Шіле звертався до різних жанрів — від портретів і пейзажів до релігійних картин. Зробив він і декілька натюрмортів, це були переважно замальовки квітів. Але є серед них і цілком традиційне для натюрмортів зображення посуду — «Глечики». Художник не мав добробуту і зібрав усі глеки, що мав. Згодилися і розбиті. Наче на картині китайського майстра — композиція розташована на площині з використанням саме китайських композиційних настанов. Лише уява глядача домальовує ту площину, на якій і стоять глечики. Шіле досить уважно поставився до відтворення фактури дешевого фаянсу і його розпису. І лише активне використання фарб, характерних для палітри майстра, видає в натюрморті представника австрійського експресіонізму.